# Pachylophus varipes
Pachylophus varipes är en tvåvingeart som beskrevs av Adams 1905. Pachylophus varipes ingår i släktet Pachylophus och familjen fritflugor. Inga underarter finns listade i Catalogue of Life.